# Newman Taylor Baker
Newman Taylor Baker (* 4. Februar 1943 in Petersburg, Virginia) ist ein US-amerikanischer Jazz-Schlagzeuger.

## Leben und Wirken
Baker, der aus einer musikalischen Akademikerfamilie stammt, bekam bereits mit drei Jahren sein erstes Schlagzeug; nach einer umfassenden Ausbildung studierte er an der Virginia State University, wo er den Bachelor in Musikpädagogik erwarb. Seine Studien setzte er an der East Carolina University in Greenville (North Carolina) bis zum Master fort. Nach seinem Umzug nach New York nahm er Unterricht bei Saul Goodman und Billy Hart.
Mitte der 1970er-Jahre arbeitete Baker in der Bigband von John Minnis, mit der erste Aufnahmen entstanden; Ende der Dekade gastierte er im Quartett der Sängerin Monnette Sudler auf dem Jazz Festival Willisau. Mit einem Meet the Composer-Stipendium entwickelte er 1995 sein Soloprogramm Singin’ Drums, das im Williamsburgh Music Center in Brooklyn Premiere hatte. Seit 1980 begleitete er lange Jahre Billy Harper, mit dem er auch mehrfach in Europa auftrat, etwa auf dem Jazz Jamboree (1980). In den 1980er- und 1990er-Jahren spielte er auch bei Henry Threadgill (Rag, Bush and All), Ted Daniel, Bern Nix, im Quartett von Bobby Few/Avram Fefer, sowie bei Carl Grubbs, Frode Gjerstad, Diedre Murray/Fred Hopkins, Jeanne Lee, Jim Nolet, Francesca Tanksley und Bobby Zankel.
Weitere Aufnahmen entstanden in den 2000er-Jahren mit Karen Borca, Judi Silvano, Jemeel Moondoc (The Astral Revelations) und Billy Bang (Prayer for Peace). Unter eigenem Namen legte er 2010 das Album Drum-Suite-Life (Innova) vor. Auch spielte er Washboard bei den Ebony Hillbillies und im Duo mit Gitarrist Marvin Sewell, 2017/18 im Matthew Shipp Trio mit Roscoe Mitchell. Ab den 2010er-Jahren spielte er außerdem im Trio von Matthew Shipp; World Construct, (ESP-Disk, 2022) sowie mit Shipp, Rich Halley und Michael Bisio im Quartett (Fire Within, 2023). Zu hören ist er auch auf Frank Londons Spirit Stronger Than Blood (2024).
Seit 1965 war er auch als Musikpädagoge tätig, in Schulen, Colleges und der Rutgers University ebenso wie in dem New Yorker Programm Jazzmobile.